# Albocácer
Albocácer (en valenciano y oficialmente Albocàsser) es un municipio y localidad española de la provincia de Castellón, en la Comunidad Valenciana. Se ubica en la comarca del Alto Maestrazgo, de la que es capital, y tiene una población de 1338 habitantes (INE 2024).

## Geografía

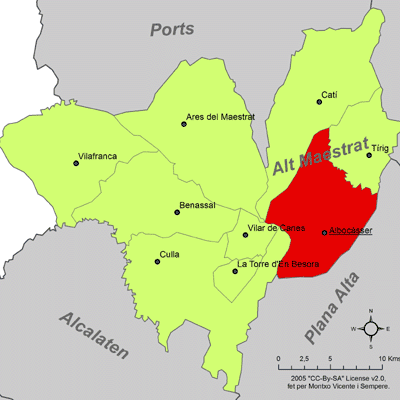
Albocácer en el Alto Maestrazgo

La villa de Albocácer constituye un importante nudo de comunicaciones en el norte de la provincia de Castellón. El núcleo urbano se halla situado en un corredor que no supera los 600 m de altitud, prolongado hacia el suroeste por el pasillo de Los Ibarsos y hacia el noreste por el corredor de Tírig que desemboca en el llano de San Mateo. Las ramblas Carbonera al suroeste y Morellana-Valltorta al noreste, constituyen los aparatos fluviales del término.
El clima se caracteriza por la templanza de las temperaturas, tanto estivales (20 °C-24 °C) como invernales (3 °C-9 °C). El régimen pluviométrico es también característicamente mediterráneo, con máximo en la temporada otoñal.
Transformadas las zonas más llanas para la agricultura, el paisaje vegetal muestra la variedad de la flora con la antaño omnipresente carrasca (encina) y las masas de coscoja o garriga, con la presencia de las especies aromáticas como el espliego, el romero, el tomillo, la ajedrea, etc.
Se accede a esta localidad desde Castellón por la CV-10 y luego por la CV-15 y CV-164.

### Barrios y pedanías
En el término municipal de Albocácer se encuentran los siguientes núcleos de población:
- La Calzada
- Les Casetes
- La Masia de Brusca
- Masia Pati
- San Pablo

### Localidades limítrofes
El término municipal de Albocácer limita con las siguientes localidades: Ares del Maestre, Catí, Tírig, Cuevas de Vinromá, Sarratella, Sierra Engarcerán, Culla y Villar de Canes todas ellas de la provincia de Castellón.

## Historia

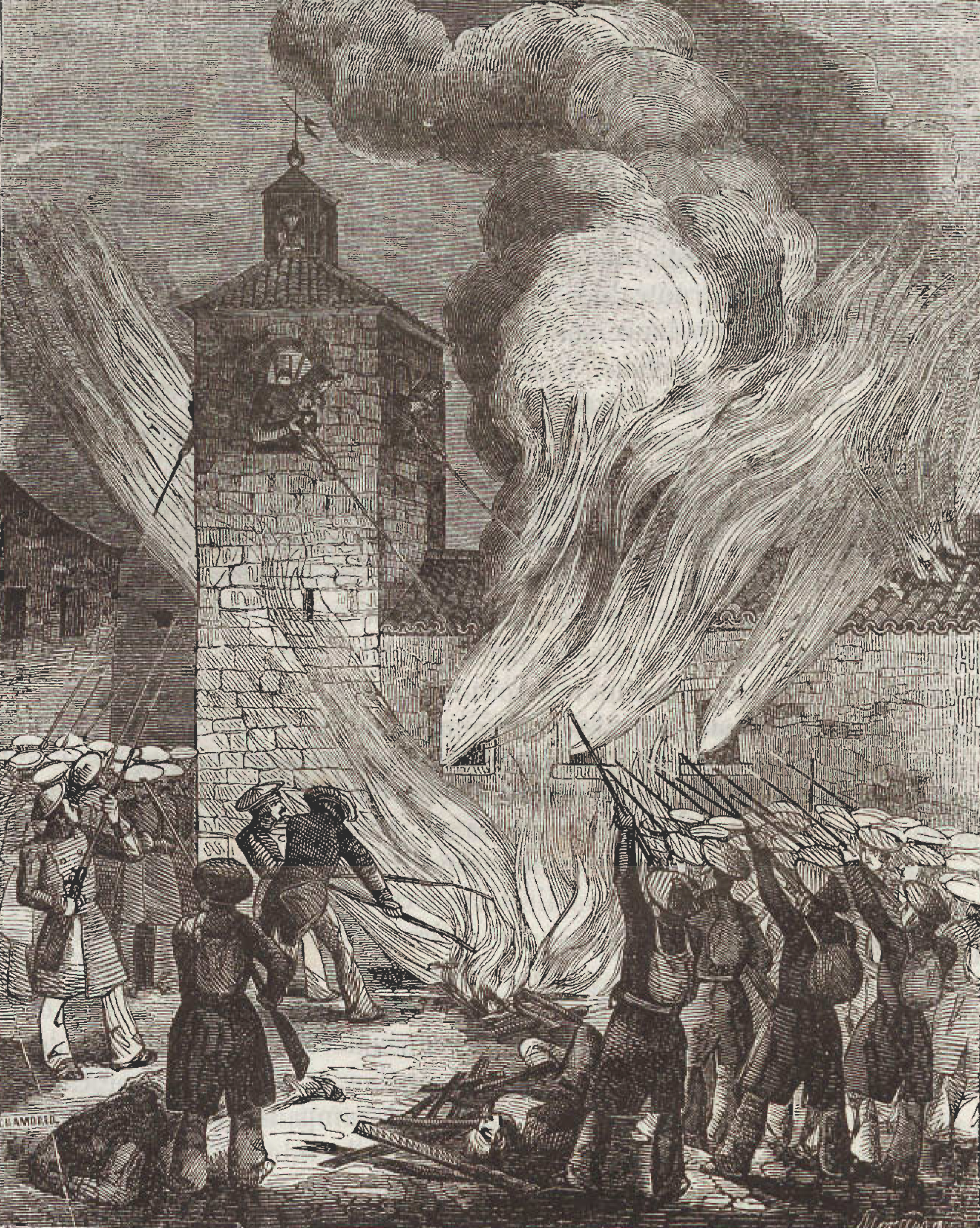
Combates en la localidad durante la Primera Guerra Carlista

Aparte de los antecedentes que presentan los frecuentes restos arqueológicos de tiempos prehistóricos, ibéricos, romanos y árabes, la villa de Albocácer nace como tal a partir de la carta puebla otorgada por Don Blasco de Alagón, lugarteniente del rey Don Jaime I, en 25 de enero de 1239, a Juan de Brusca y treinta pobladores más que se regían por los fueros de Aragón. En 1243 aparece como señorío de la Orden de Calatrava, que confirmó su carta puebla el día 24 de enero de ese mismo año. El 2 de junio de 1275, la orden intercambió el distrito con Artal de Alagón, quien a su vez hará entrega del mismo al rey Jaime II el 14 de junio de 1293. Fue elevado a la categoría de villa durante el dominio de Artal de Alagón (1275-1293). Al año siguiente es el monarca el que entrega este y otros lugares a la Orden del Temple. A la disolución de ésta pasó a formar parte del patrimonio de la Orden de Montesa hasta el siglo XIX. Durante el siglo XIX fue escenario de frecuentes enfrentamientos en el curso de las guerras carlistas.
Durante la Guerra civil española (1936-1939) fue, junto a Ares del Maestrat, Benasal y Vilar de Canes, víctima y objeto de experimentación por la aviación de la Alemania nazi. La aviación alemana nazi bombardeó estas localidades en mayo de 1938 para probar la capacidad de los bombarderos Stuka (Junkers Ju 87). El resultado de los bombardeos fueron 38 muertos.

## Demografía
Albocácer cuenta con una población de 1338 habitantes (INE 2024).
| Gráfica de evolución demográfica de Albocácer entre 1842 y 2021                                                     |
| |
| Población de derecho según los censos de población del INE Población de hecho según los censos de población del INE |

## Economía
Desaparecida la vid, el almendro y el olivo constituyen las bases de la agricultura de la villa. Escogidas variedades de árboles frutales y cuidados productos de las pequeñas huertas regadas con agua de noria, completan la oferta agrícola de Albocácer.
En cuanto a la ganadería existen explotaciones avícolas y porcinas principalmente, así como el pastoreo de ganado ovino y caprino. La escasa industria pertenece al sector textil (confección de prendas de vestir).

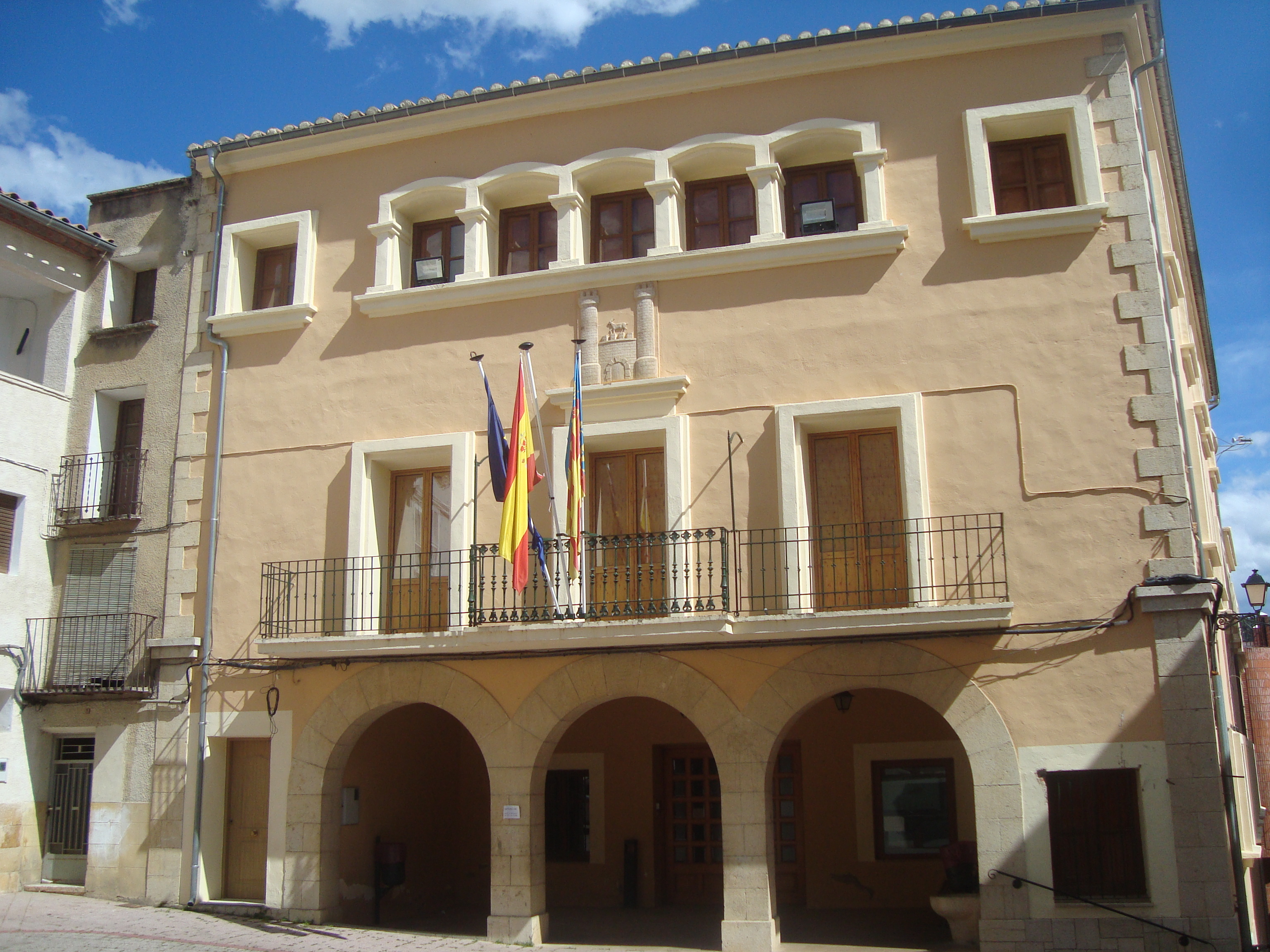
Ayuntamiento de Albocácer

## Administración y política
| Periodo   | Nombre                   | Partido       |
| --------- | ------------------------ | ------------- |
| 1979-1983 | Ismael Monfort Ferrando  | UCD           |
| 1983-1987 | Ismael Monfort Ferrando  | AP            |
| 1987-1991 | Manuel Querol Montañéz   | Independiente |
| 1991-1995 | José Manuel Sales Escrig | PSPV-PSOE     |
| 1995-1999 | José Manuel Sales Escrig | PSPV-PSOE     |
| 1999-2003 | Antonio Querol Ferrando  | PP            |
| 2003-2007 | Antonio Querol Ferrando  | PP            |
| 2007-2011 | Antonio Querol Ferrando  | PP            |
| 2011-2015 | Antonio Querol Ferrando  | PP            |
| 2015-2019 | Antonio Querol Ferrando  | PP            |
| 2019-2023 | Isabel Albalat Celades   | PSPV-PSOE     |
| 2023-act. | Isabel Albalat Celades   | PSOE          |

## Patrimonio

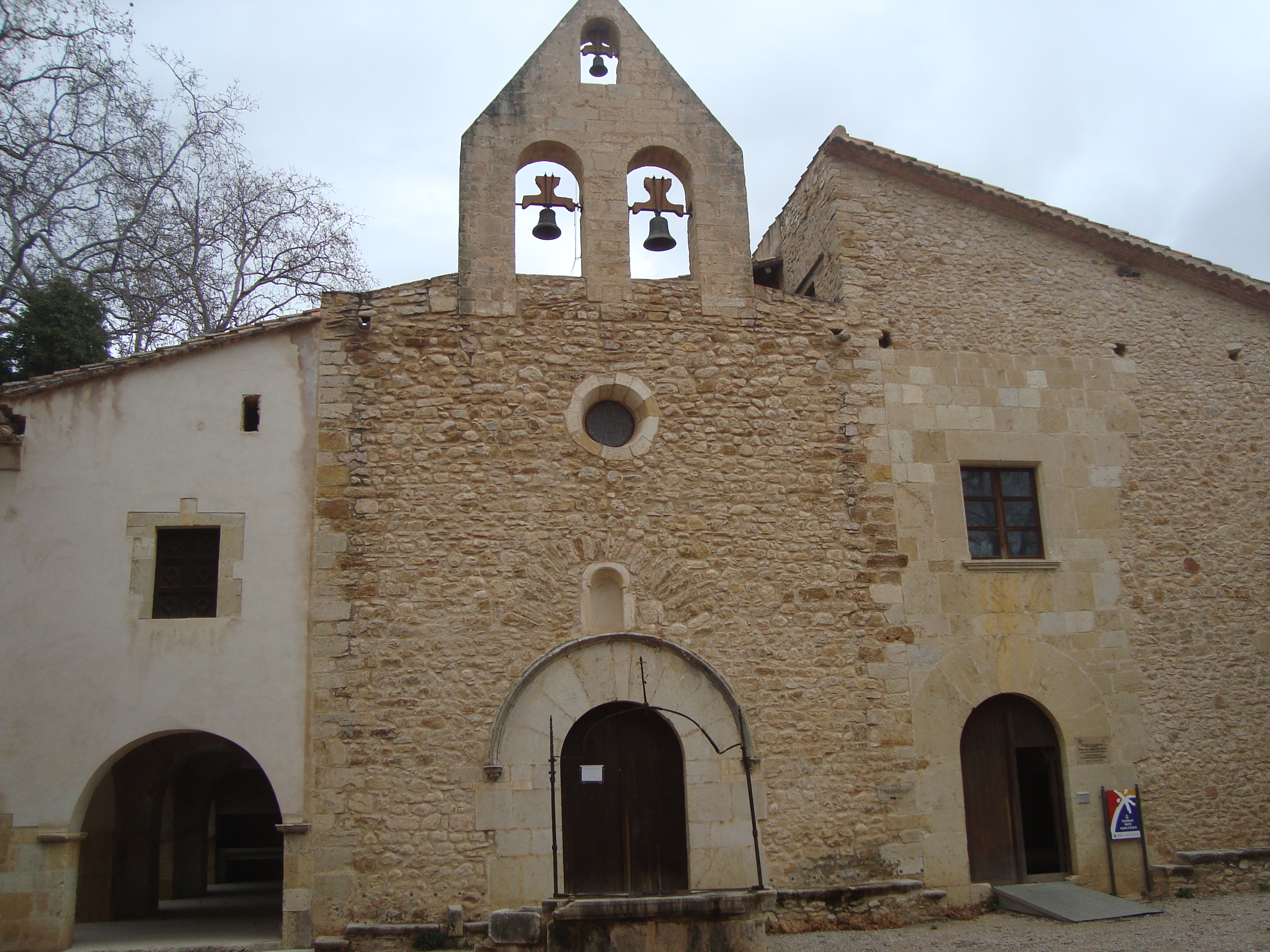
Ermitorio de San Pablo, Albocácer,

### Religioso
- Ermita de los Santos Juanes.

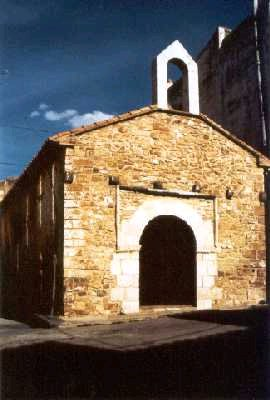
Ermita de los Santos Juanes

De estilo gótico. Englobada hoy en la trama urbana, la ermita de los Santos Juanes es construcción de finales del siglo XIII, situada extramuros de lo que fue el núcleo primitivo de la población, con planta del tipo llamado de Reconquista, que presenta una sola nave con arcos apuntados que sostienen techumbre de madera y puerta de medio punto. Contiene un pétreo sepulcro con inscripción y también alberga el retablo de los Santos Juanes Bautista y Evangelista (de principios del siglo XV).
- Ermita de la Esperanza.

Con hospedería adjunta, fundada en el siglo XV por Bernardo Fort.
- Ermita de San Pedro Mártir.

Del siglo XV, con interesante pórtico lateral.
- Ermita y Hospedería de San Pablo.

Declarado Monumento Histórico Artístico Nacional. A finales del siglo XVI, junto a la primitiva ermita, comienza a levantarse la hospedería ampliada en el siglo XVIII por dos alas portificadas a los lados. La hospedería se articula alrededor de un patio central porticado (con salida al prado por portada de medio punto), con destacado alero trabajado en piedra, y desde el cual se accede tanto al templo como a la cocina, chimenea y antiguas cuadras.
Por escalera en piedra de tradición gótico-catalana se alcanzan las dependencias superiores, bien trabajadas en piedra labrada y techumbres de madera, donde se halla la sala de reuniones, decorada con pinturas murales monocromas del primer tercio del siglo XVII. En 1617 se comenzó a construir la Iglesia. Es de una sola nave rectangular, de tres tramos sin capillas ni crucero, con interesante coro alto a los pies.
- Ermita de San Miguel.

(siglos XV-XVIII) En zona de interesantes masías como el conjunto del Mas de Brusca. 
- Iglesia parroquial.

De severo barroco, iniciada a finales del siglo XVII para sustituir al primitivo templo gótico del siglo XIII, consta de tres naves sin crucero y capillas laterales, con bóvedas de medio cañón con lunetos. En su sobria fachada de piedra destaca la portada de dos cuerpos con pilastras adosadas y escultura de la Asunción de Ntra. Señora. El templo conserva un considerable número de piezas de orfebrería, ornamentos y restos de altares y el retablo de la Virgen de la Esperanza, bella muestra del gótico internacional, procedente de la ermita de esta devoción.

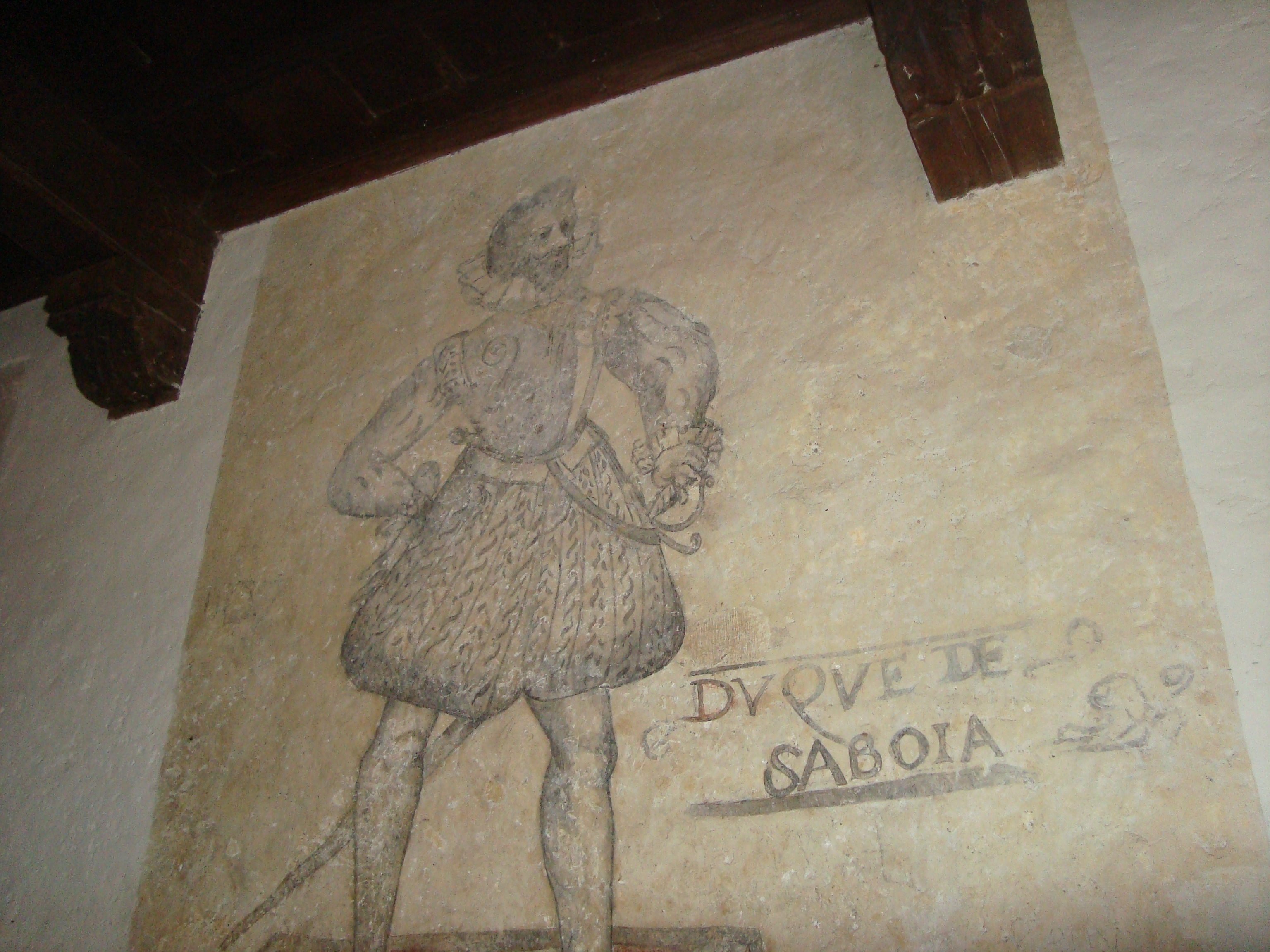
Duque de Saboya, pintura mural, Albocácer, Castellón

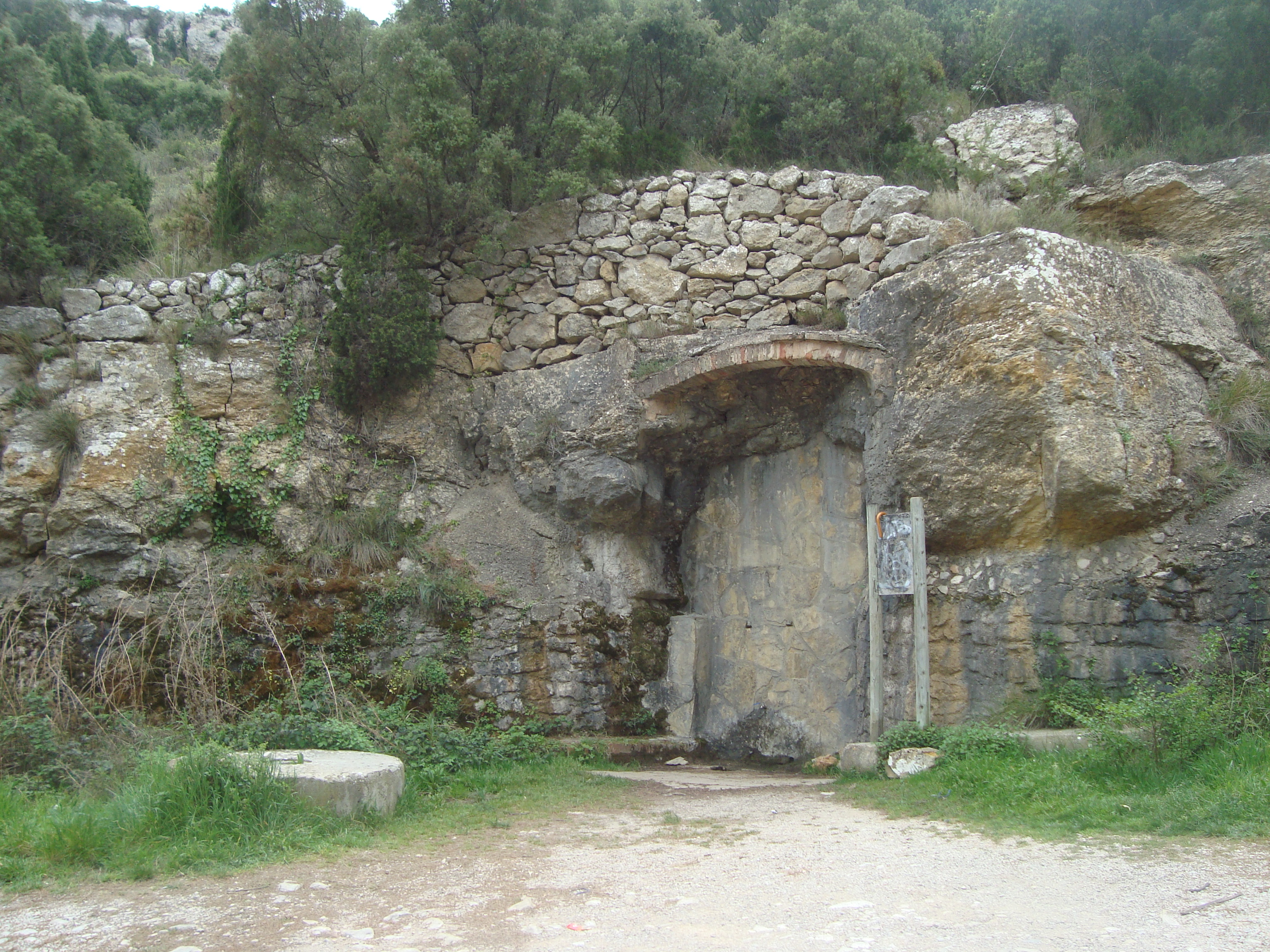
La Font de Tosca

### Civil
- Restos del Castillo y murallas de Albocácer. El Castillo, construido por la Orden del Temple, en la actualidad sólo restan unas interesantes ruinas con lienzos de muralla y alguna torre. En diversos lugares del término pueden verse las numerosas barracas de piedra seca, testimonio de la intensa explotación ganadera lanar de los siglos medievales.
- Palacio Fuster (Palau Fuster). Entre los edificios de la calle Mayor destaca el palacio construido por la familiar Fuster en el siglo XVIII.
- Torre de la Fonteta. Cerca del Castillo, y declarada Bien de Interés Cultural.

## Lugares de interés

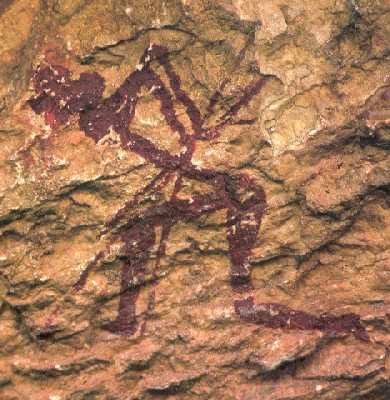
Pintura rupestre

El término municipal es rico en parajes interesantes. Las múltiples cuevas que albergan las pinturas rupestres, ya nos hablan de la importancia de estos parajes a lo largo de la historia, como también lo hace el Ermitorio de San Pablo, enclave apacible y hermoso en una fértil llanura, ocupada ya desde tiempos romanos. Otros parajes como las Fuentes de Na Tosca y Masía Brusca acompañan al buen número de masías diseminadas por su término municipal, muchas de las cuales han sido rehabilitadas recientemente como viviendas de turismo rural.
- Barranco de la Valltorta. Pinturas rupestres de época mesolítica. El Museo y las pinturas rupestres del Barranco de la Valltorta, que junto con las del Barranco de Gasulla (Ares del Maestre) forman un área cultural de interés internacional, declarada por la Unesco como Patrimonio de la Humanidad, con la denominación Arte rupestre del arco mediterráneo de la península ibérica, forman un área de imprescindible visita.
- Cueva de los Caballos. Pinturas rupestres.

## Fiestas locales

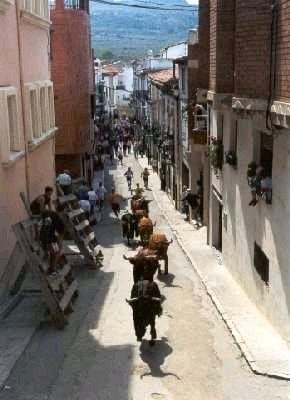
(Bous al carrer)

- San Antonio Abad. Se celebra el fin de semana más próximo al día del Santo, 16 y 17 de enero. Destacar el arrastre de árboles con caballerías "rossegades", la tradicional hoguera monumental en la plaza de la iglesia y la procesión con animales, durante cuyo recorrido se da lectura a la popular "publicata", crítica satírica anual sobre la población.
- Sant Pau. El 25 de enero se celebra el día de la carta puebla.
- Fiesta de La Oferta. Se celebra el fin de semana anterior a carnaval. Consiste en el ofrecimiento de productos locales (pasteles, repostería típica, etc.) por particulares, collas, asociaciones, etc., para sortearlos en la plaza de la iglesia. El dinero desde antiguamente se destina a fines de interés general de la población. Los grupos de amigos cenan y asisten a un baile de disfraces.
- Semana Santa

Domingo de Ramos por la mañana bendición de las palmas en la ermina de los santos Juanes, y por la tarde procesión al calvario con el canto del miserere y a la vuelta con el canto del Rosario de la aurora.
Viernes Santo por la mañana procesión al calvario con el canto del miserere y por la noche procesión del Santo sepulcro (recorrido de costumbre).
Sábado Santo por la noche se celebra la vigilia pascual.
Domingo de Resurrección a las 7:45 se hace la despertà y el Rosario de la aurora. Luego se hace la misa y la Procesión del Encuentro.
- Romerías a San Pedro Mártir, San Miguel y San Pablo. Se celebran el último domingo de abril, y el primer domingo de mayo, respectivamente, con bendición de ramos y reparto de primas. La de San Pablo se celebra con comida campestre y el baile típico conocido como Ball Pla, a cargo de la Banda de Música Local.
- Fiestas Patronales. En el mes de agosto tienen lugar las Fiestas Patronales en honor a la Virgen de la Asunción. Durante 10 días consecutivos alrededor del 15 de agosto, se desarrollan actos taurinos denominados "bous al carrer" (toros de villa, de plaza y embolados), actos culturales (teatro, danzas, exposiciones, conciertos, concesión premios literarios y fotográficos, etc.) actos deportivos y de esparcimiento. el día 15 se hace la despertà y el rosario de la aurora. Luego a las 12 se hace la misa en honor a la virgen y luego procesión por las calles de costumbre
- Inmaculada Concepción. Una de las costumbres autóctonas más populares de Albocácer es la "cantà de les cartes" (Canto de las cartas), que se realiza cada año la noche del 7 de diciembre, víspera de la festividad de la Inmaculada Concepción, en la que los quintos piden a la Virgen protección y amparo durante el servicio militar. La noche del referido día se reúnen los quintos en la plaza de la Iglesia, acompañados de algunos músicos y de un numeroso público y, cuatro de ellos (uno por cada palo de la baraja) colocados ante la fachada de la Iglesia Parroquial van entonando una copla (diferente cada año), relacionando cada una de las cartas de la baraja con los misterios de la Pasión del Señor y Dolores de la Virgen María. Después todos los quintos recorren las distintas calles de la población entonando las tradicionales "albaes". El origen de esta singular tradición está datado en 1870 sobre un hecho ocurrido a un soldado de la villa en la Guerra de los Diez Años. Al día siguiente después de la misa cantan las coblas tradicionales la Rondalla acompañados de la banda de música.

## Gastronomía

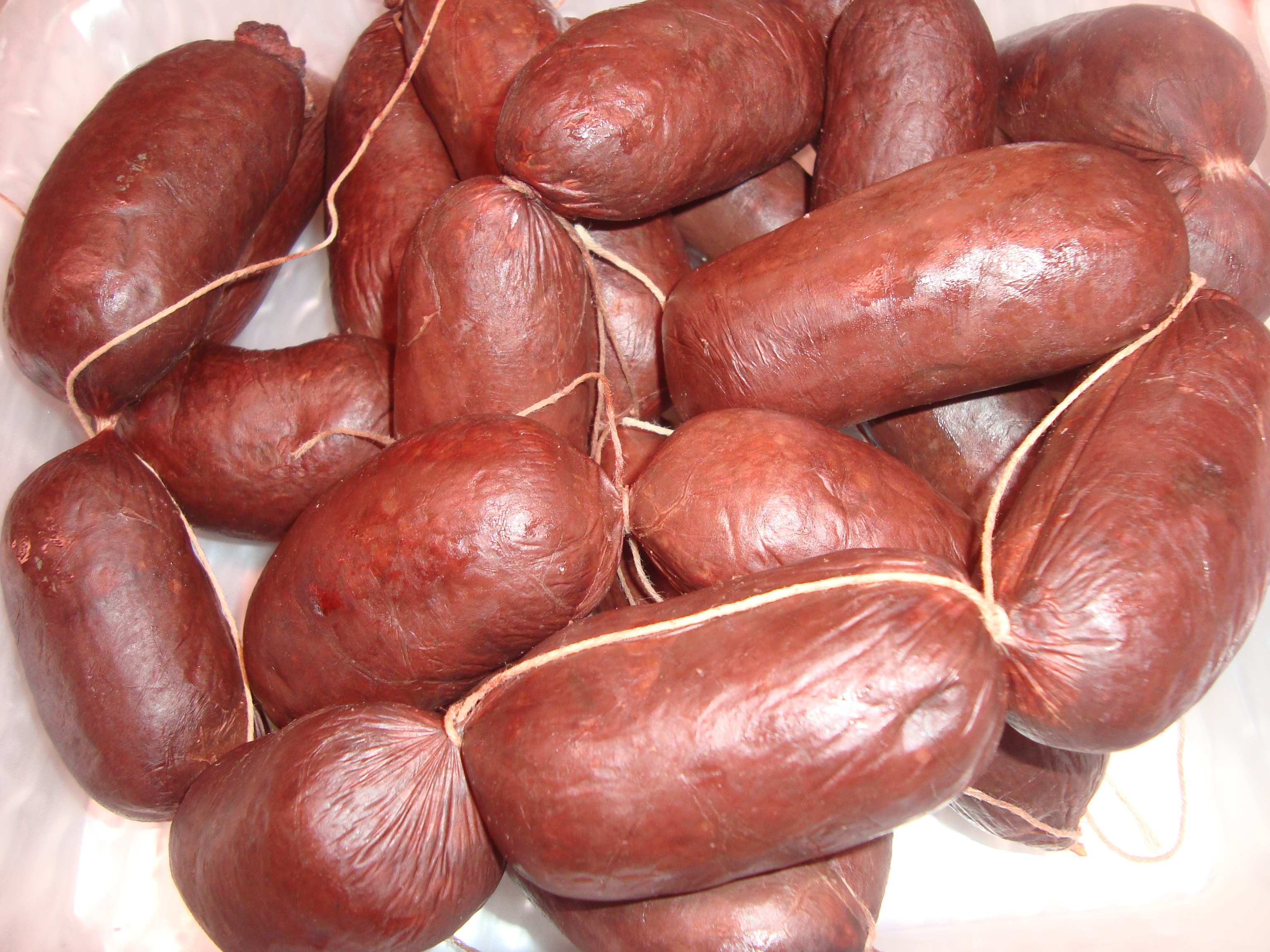
Butifarras

Entre los platos típicos destacan: la Olla y butifarras, "guisado de carne", carne a la brasa con ajoaceite y conejo con caracoles. Entre las pastas típicas, dulces o repostería seleccionaremos: "pasteles", "cocas de San Antonio", "rosquillas de aguardiente", "prims", "almendras garrapiñadas", "coca celestial", la cuajada y el flan de almendra.